# Narodowy Instytut Dziedzictwa
Das Narodowy Instytut Dziedzictwa (NID, deutsch Nationalinstitut für Kulturerbe) ist eine Regierungsorganisation in Polen, die dem Ministerium für Kultur und nationales Erbe angehört. Der Aufgabenbereich des Instituts umfasst die Dokumentation von Kulturdenkmälern und des immateriellen Kulturerbes sowie die Koordinierung von Maßnahmen zu deren Schutz und Erhalt.

## Gliederung und Aufgaben
Gesetzlicher Auftrag des NID ist es, die Grundlagen für einen Erhalt des polnischen Kulturerbes zu schaffen, um es für künftige Generationen zu bewahren. Der Aufgabenbereich umfasst unter anderem das Festlegen von Standards für den Schutz und den Erhalt von Denkmälern, das Schaffen eines öffentlichen Bewusstseins für den Wert und den Erhalt des Kulturerbes sowie die Sammlung und Bereitstellung von Wissen. 
Das Institut stellt ein nach Woiwodschaften sortiertes, zentrales Denkmalregister bereit. Zu dessen Pflege wird eng mit den Denkmalbehörden der sechzehn Woiwodschaften zusammengearbeitet, da sich das Register auf die Informationen der einzelnen Denkmalbehörden stützt. Es gliedert sich in die drei Kategorien A) unbewegliche Objekte (hauptsächlich Baudenkmäler), B) bewegliche Objekte und C) Bodendenkmäler.  
In den Zuständigkeitsbereich fällt auch die Pflege des immateriellen Kulturerbes des Landes, darunter fallen zum Beispiel Traditionen, mündliche Überlieferungen, musikalische, tänzerische oder religiöse Darbietungen und Aufführungen, Bräuche, Rituale, Folklore und traditionelles Handwerk.

## Organisation

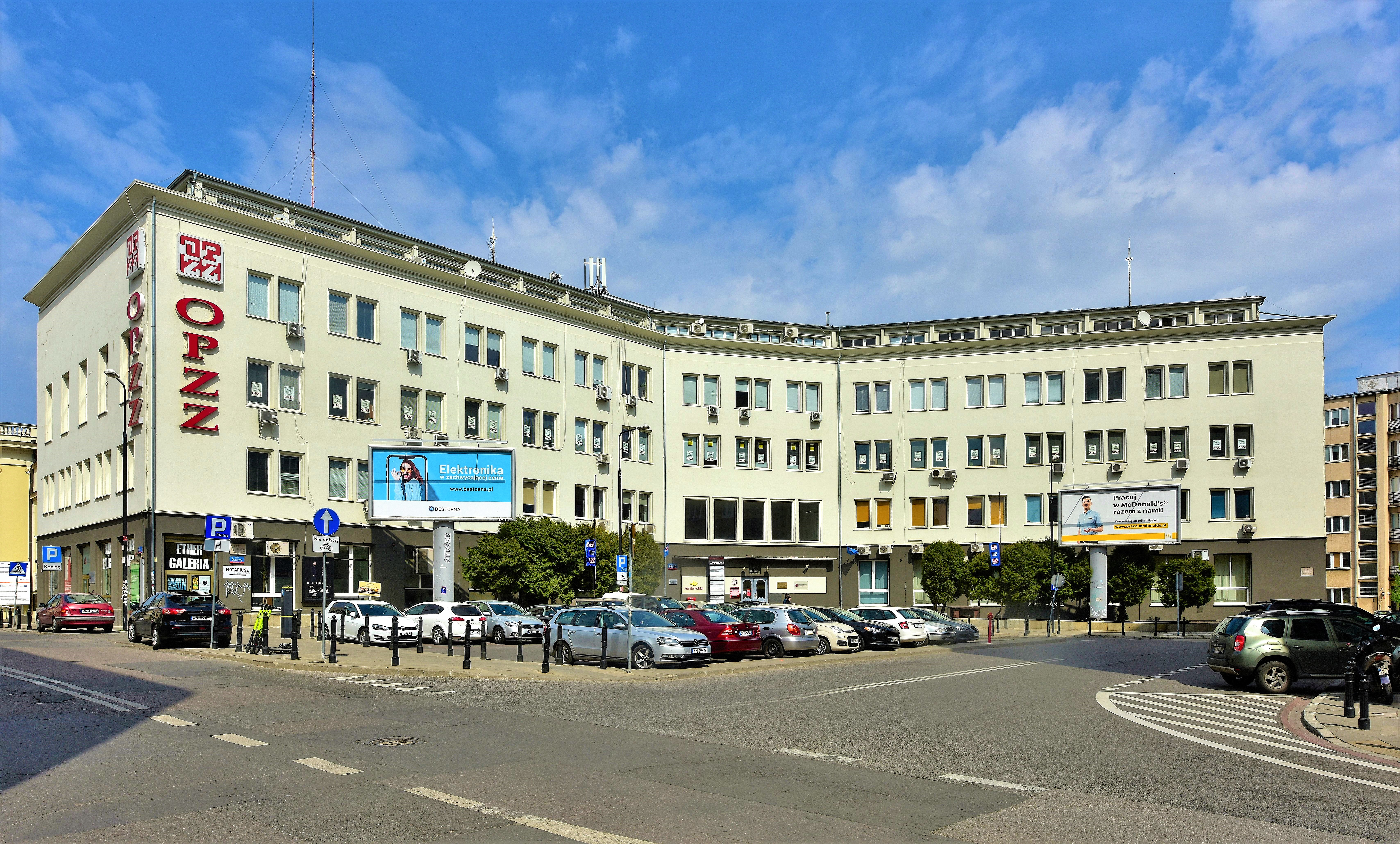
Hauptsitz des NID in Warschau

Direktorin des Instituts ist seit 2022 Katarzyna Zalasińska. Das Institut unterhält diverse Referate, zum Beispiel für die Bereiche Bodendenkmalpflege, historische Grünanlagen, Gutachten und Analysen, Überwachung des Denkmalbestandes, Bildung und Archivwesen. Der Hauptsitz des Instituts befindet sich in der polnischen Hauptstadt Warschau an der Anschrift ul. Kopernika 36/40. Zudem werden in allen sechzehn Woiwodschaften Außenstellen unterhalten. Diese befinden sich in Danzig, Toruń, Krakau, Kielce, Olsztyn, Białystok, Opole, Katowice, Łódź, Posen, Stettin, Rzeszów, Lublin, Breslau und Zielona Góra.